# والتر کروگر (آمریکا)
والتر کروگر (۲۶ ژانویه ۱۸۸۱–۲۰ اوت ۱۹۶۷) یک سرباز و افسر آمریکایی در نیمه اول قرن بیستم بود. او در طول جنگ جهانی دوم به خاطر فرمان ششمین ارتش ایالات متحده در منطقه جنوب غربی اقیانوس آرام شناخته شده‌است. او از رده خصوصی به‌طور کلی در ارتش ایالات متحده افزایش یافت.

## زندگی‌نامه
Krueger متولد Flatow در غرب پروس، به عنوان یک پسر به ایالات متحده مهاجرت کرد. او برای خدمت در جنگ اسپانیا-آمریکایی مشغول به کار شد و در کوبا خدمت کرد و سپس برای خدمت در جنگ فلیپین-آمریکایی مجدداً استخدام شد. او در سال ۱۹۰۱ به عنوان یک ستوان دوم انتخاب شد. در سال ۱۹۱۴ او به گارد ملی ارتش پنسیلوانیا فرستاده شد. هنگ او در ۲۳ ژوئن ۱۹۱۶ بسیج شد و در کنار مرز مکزیک خدمت کرد. پس از اینکه ایالات متحده در آوریل ۱۹۱۷ با آلمان درگیری‌های خود را آغاز کرد، Krueger به عنوان دستیار فرماندهی نیروی G-3 (عملیات)، و سپس رئیس کارکنان، به جبهه پیاده‌نظام ۸۴ اعزام شد. در فوریه ۱۹۱۸ او به لانگرز فرستاده شد تا به مدرسه عمومی نیروی اکسپدیشن آمریکا برود و در اکتبر ۱۹۱۸ او رئیس کارکنان سپاه تانک شد.
Krueger در بین جنگ‌ها، در تعدادی از پست‌های فرماندهی و کارکنان خدمت کرده و در درخواست خود به کالج جنگی نیروی دریایی مشغول بود. در سال ۱۹۴۱ او فرماندهی ارتش سوم را به عهده گرفت، که او را در لوئیزیانا مانور کرد. او با توجه به سن او انتظار داشت که جنگ را در سربازان آموزش در خانه انجام دهد اما در سال ۱۹۴۳ او را به عنوان فرمانده ارتش ششم و نیروی الموئی به سرحد داگلاس مک آرتور در جنوب غربی اقیانوس آرام فرستاد و او در یک سری مبارزات پیروز شد علیه ژاپنی‌ها Krueger به عنوان یک فرمانده ارتش مجبور بود با مشکلات ناشی از فواصل وسیع، زمین‌های غیرمعمول، آب و هوای نامطمئن و دشمن مستقل و خطرناک روبرو شود. او نیاز به مک آرتور را برای تسریع سرعت عملیات به منظور مبارزات انتخاباتی با روشی محتاطانه تر زیرزمینی که اغلب خود را با تعداد زیادی از نیروهای ژاپنی غیرمنتظره مواجه کرده بود، محاسبه کرد. در نبرد لوزون در سال ۱۹۴۵، بزرگترین، طولانی‌ترین و آخرین نبرد، او در نهایت توانست ارتش خود را همانند او در سال ۱۹۴۱ در برابر ارتش ژاپن تحت تامیویکی یاماشیات مانور دهد.
Krueger به سن آنتونیو، تگزاس بازنشسته شد، جایی که وی یک خانه خریداری کرد و از Down Down به Nippon از حساب کمپین‌های خود در جنوب غربی اقیانوس آرام نوشت. بازنشستگی او توسط تراژدی‌های خانوادگی مضر بود. پسرش جیمز در سال ۱۹۴۷ از ارتش اخراج شد تا یک افسر و یک نجیب‌زاده ناپدید شود. سلامت همسر او در سال ۱۹۵۶ بدتر شد و او در سال ۱۹۵۶ از سرطان فوت کرد. دخترش Dorothy شوهرش را در سال ۱۹۵۲ به قتل رساند. او توسط یک دادگاه ارتش به زندان محکوم شد، اما توسط دادگاه عالی در سال ۱۹۵۷ آزاد شد.

## آموزش و پرورش و زندگی زودهنگام
والتر کروگر در Flatow، پروس غرب، و سپس بخشی از امپراتوری آلمان متولد شد اما در حال حاضر بخشی از لهستان است. او پسر جولیوس کریگر، مالک زمین پروس بود که به عنوان افسر در جنگ فرانکو-پروس و همسرش آنا، که قبلاً Hasse بود، خدمت کرده بود. بعد از مرگ جولیوس، آنا و سه فرزندش به ایالات متحده مهاجرت کردند تا در نزدیکی عمویش در سنت لوئیس، میسوری زندگی کنند. والتر هشت ساله بود. آنا در سنت لوئیس، امیل کارل اشمیت، یک وزیر لوتری را ازدواج کرد. خانواده پس از آن در مدیسون، ایندیانا مستقر شدند. Krueger در دانشکده تربیت بدنی در مدیسون و دبیرستان فنی سینسیناتی در سینسیناتی، اوهایو تحصیل کرد. به عنوان یک نوجوان، او می‌خواست به یک افسر دریایی تبدیل شود، اما زمانی که مادرش اعتراض کرد تصمیم گرفت به جای آن تبدیل به یک متلرز شود.

## خدمت سربازی
در ۱۷ ژوئن ۱۸۹۸، Krueger همراه با بسیاری از دانش آموزان دبیرستانش، برای دومین پیاده‌نظام داوطلب برای خدمت در جنگ اسپانیا-آمریکایی به خدمت گرفت. چند هفته پس از نبرد سن جون هیل به سانتیاگو دو کوبا رسید و هشت ماه آنجا را در وظایف شغلی سپری کرد و به مقام سربازی رسید. در فوریه ۱۸۹۹ از داوطلبان خارج شد و به خانه اوهایو بازگشت و برنامه‌ریزی برای تبدیل شدن به مهندس عمران شد.
با این حال، بسیاری از رفقای خود را برای خدمات در جنگ فیلیپین آمریکایی دوباره مجدداً و در ماه ژوئن 1899 Krueger دوباره به عنوان خصوصی در شرکت M از پیاده‌نظام ۱۲ دوباره ثبت نام کرد. به زودی او در راه مبارزه با Insurrectos امیلیو آگینالدو به عنوان بخشی از ژنرال آرتور مک آرتور، جیمز دومین بخش پیاده‌نظام بود. او در پیشبرد از Angeles City به Tarlac City، سرمایه Aguinaldo شرکت کرد. اما آگینالدو فرار کرده بود و پیاده‌نظام ۱۲ پیرو او را به وسیله دشت مرکزی لوزون به شهر داگپان پی برد. در حالی که خدمت در یک واحد پیاده در فیلیپین، او به سرباز ارتقا یافت. در ۱ ژوئیه ۱۹۰۱، او یک ستاد دوم را سفارش داد و به پیاده‌نظام ۳۰ در Marinduque ارسال شد.
Krueger در دسامبر ۱۹۰۳ با پیاده‌نظام ۳۰ در ایالات متحده به ایالات متحده بازگشت. هنگ به قلمرو کروک، نبراسکا منتقل شد. در سپتامبر ۱۹۰۴، او ازدواج گریس آیلین نورول، که او در فیلیپین ملاقات کرده بود. آن‌ها سه فرزند داشتند: جیمز نورول، متولد ۲۹ ژوئیه ۱۹۰۵؛ والتر جور، متولد ۲۵ آوریل ۱۹۱۰؛ و دوروتی جین، که در ۲۴ ژانویه ۱۹۱۳ متولد شد. هر دو جیمز و والتر جونیور در آکادمی نظامی ایالات متحده شرکت کردند، جیمز با کلاس ۱۹۲۶ فارغ‌التحصیل شد و والتر جرنس با کلاس ۱۹۳۱. دوروتی با یک افسر ارتش، اوبری اسمیت، از کلاس ۱۹۳۰ ازدواج کرد.
در سال ۱۹۰۴، Krueger حضور داشت و از مدرسه پیاده‌نظام سواره نظام در فورت لاینورورت، کانزاس فارغ‌التحصیل شد. این در سال ۱۹۰۷ توسط کالج فرماندهی و ستاد دنبال شد. سپس به پیاده‌نظام پیوستن ۲۳ در فورت انتاریو، نیویورک پیوست. پس از دومین تور در فیلیپین، او در ماه ژوئن ۱۹۰۹ به ایالات متحده بازگشته و به زبان فرانسوی در فورت لیننورث به عنوان مربی اسپانیایی، فرانسوی و آلمانی اختصاص داده شد، که به صورت روان صحبت می‌کرد. او همچنین افسران گارد ملی را در اردوگاه بنجامین هریسون، ایندیانا و پین کمپ، نیویورک تدریس کرد. او ترجمه چندین متن نظامی ارتش آلمان، به ویژه تاکتیک ویلیام بلک را منتشر کرد. این کتاب توجه رئیس ستاد ارتش ایالات متحده، سرلشکر ژنرال لئونارد وود را جلب کرد و به‌طور گسترده‌ای خوانده شد.

## جنگ جهانی اول

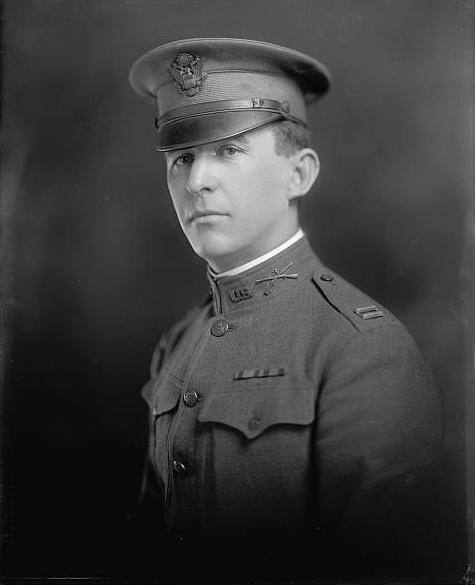
والتر کروگر به عنوان یک کاپیتان جوان ارتش

با شروع جنگ جهانی اول در اوت ۱۹۱۴، Krueger پست به عنوان ناظر با ارتش آلمان ارائه شد، اما مجبور شد آن را با توجه به تعهدات خانوادگی از بین ببرد. در عوض، او به پیاده‌نظام ۱۰ سپاه پاسداران ملی پنسیلوانیا فرستاده شد. این هنگ در تاریخ ۲۳ ژوئن ۱۹۱۶ بسیج شد و در طول مرز مکزیکی به مدت پنج ماه به عنوان بخشی از مأموریت قصاص مسیحی تحت سرپرست ژنرال جان جان Pershing خدمت کرد، اما هیچ‌یک از گارد ملی گارد مهاجم را نبرد. این واحد در اکتبر ۱۹۱۶ جمع‌آوری شد. سپس Krueger با گارد ملی باقی ماند. او واحدهای را آموزش داد و به ایجاد یک مدرسه برای افسران در دانشگاه پنسیلوانیا کمک کرد. در یک مقاله در مجله پیاده‌نظام، او خواستار یک ارتش بزرگ ملی، ارتش مستبد شبیه به کشورهای اروپایی است، که این امر با ارزش‌های دموکراتیک آمریکا مطابقت دارد.
پس از اینکه ایالات متحده در آوریل ۱۹۱۷ علیه آلمان اقدامات خصمانه‌ای علیه آلمان آغاز کرد، Krueger به عنوان دستیار فرمانده ستاد G-3 (عملیات) به بخش حمل و نقل ۸۴ کمپ Zachary Taylor اعزام شد. او به عنوان رئیس کارکنان، با درجه اصلی از تاریخ ۵ اوت ۱۹۱۷ تبدیل شد. در فوریه ۱۹۱۸، او را به لانگرز، فرانسه، برای حضور در مدرسه عمومی نیروی اکسپدیشن آمریکایی فرستاده شد. تمام افسران از بخش‌هایی که تحت فرمان فرمانداری نبودند دستور داده شدند که در ماه مه ۱۹۱۸ به خانه بازگردند، اما Krueger به عنوان G-3 در بخش ۲۶ پیاده‌نظام باقی ماند. ارتش فرانسوی درخواست کرد که Krueger به دلیل مهاجرتش به آلمان فرستاده شود و Krueger دوباره به بخش ۸۴ منتقل شد، اما او به زودی به فرانسه بازگشت، به عنوان بخش ۸۴ برای فرانسه در ماه اوت ۱۹۱۸ آغاز شد. در ماه اکتبر، او تبدیل شد رئیس از کارکنان سپاه تانک. پس از اینکه ارتش آلمان با نبرد در نوامبر ۱۹۱۸ به پایان رسید، او دستیار فرماندهی نیروهای شش و چهارم در وظیفه اشغال شد و به سمت سرهنگ موقت دست یافت. برای خدمت خود در جنگ، مدال خدمات معروف در سال ۱۹۱۹ اهدا شد.

## سالهای بین سالهای جنگ
با پایان جنگ، Krueger در ۲۲ ژوئن ۱۹۱۹ به ایالات متحده بازگشت و در ابتدا به مدرسه پیاده‌نظام در فورت بنینگ، جورجیا فرستاده شد. در سال ۱۹۲۰، او در کمپ فوستون، کانزاس، فرماندهی پنجم پیاده‌نظام را به عهده گرفت. او در تاریخ ۳۰ ژوئن ۱۹۲۰ به مقام دائمی خود در کاپیتان بازگشت اما در روز بعد به مقام دائمی اصلی اعطا شد. او در کالج ارتش ارتش شرکت کرد و در سال ۱۹۲۱ فارغ‌التحصیل شد و برای یک سال به عنوان مربی باقی ماند، جایی که او چنین کلاس‌هایی را به عنوان «هنر فرماندهی» تدریس کرد. او در سال ۱۹۲۲ به عنوان بخشی از بخش تاریخی دانشکدهٔ جنگ به مدت ۴ ماه به آلمان سفر کرد و طی آن اسناد مربوط به جنگ جهانی اول را در بایگانی جنگ آلمان مورد بررسی قرار داد. این سخنان خود را در مورد جنگ اعلام کرد و او استدلال کرد که بیشتر اثربخشی ارتش آلمان مربوط به سیستم فرماندهی غیرمتمرکز است. Krueger خواستار آن شد که فرماندهان آمریکایی در این زمینه باید در جهت انجام سفارش‌ها خود درجهٔ وسیعتری قرار دهند.
از ۱۹۲۲ تا ۱۹۲۵، Krueger در بخش برنامه جنگ نظامی ستاد مشترک نظامی در واشینگتن دی سی خدمت کرد. Krueger در برنامه‌های جنگ‌های رنگی ایالات متحده، به ویژه War Plan Green، برای جنگ دیگری با مکزیک و War Plan Blue برای جنگ داخلی دیگر در ایالات متحده کار می‌کرد. او در ژانویه سال ۱۹۲۳ به منطقه کانال پاناما سفر کرد تا گزارش وضعیت دفاع را در آنجا داشته باشد. پس از بازگشت، او به کمیته برنامه‌ریزی ارتش و نیروی دریایی مشترک، یک عضو ارشد شورای نظامی و نیروی دریایی مسئول هماهنگی طرح‌های جنگ بین دو سرویس اختصاص داده شد. در حالی که با کمیته مشترک برنامه‌ریزی، او در جنگ برنامه نارنجی، برنامه جنگ با ژاپن و جنگ پلان تان، برای جنگ با کوبا کار می‌کرد. [16] Krueger مسائل مربوط به همکاری‌های بین سرویس را در نظر گرفت. به درخواست خود او در سال ۱۹۲۵ و ۱۹۲۶ در کالج جنگ نیروی دریایی در نیوپورت، رود آیلند حضور یافت. او ادامه داد: ماهیت فرمان را حفظ می‌کند. او نوشت "دکترین" "تمام اجزای نیروی نظامی را با هم در اوراق قرضه‌های فکری می‌خرد"
Krueger متوجه شد که چشم‌انداز ارتقاء در پیاده‌نظام بسیار ضعیف است و در سال ۱۹۲۷ تلاش کرد تا به سپاه پاسداران نیروی هوایی ایالات متحده منتقل شود. او در مدرسه پرواز اولیه ایرباس هوایی در بروکس فیلد، تگزاس بود، اما در ناحیه راست او حمله نوریت را تجربه کرد و مربی پرواز او، لئونتن کلر لی چننو، او را شکست داد. او در دسامبر ۱۹۲۷ موقعیتی را به عنوان مربی در کالج جنگی نیروی دریایی ارائه داد و در آنجا به کلاسهای جنگ جهانی اول و عملیات مشترک پرداخت.
در ژوئن ۱۹۳۲، Krueger فرمانده ۶ سپاه پیاده‌نظام در جفرسون باراکس، میسوری شد، جایی که او در روز ۱ اوت ۱۹۳۲ به عنوان سرهنگ ارتقا یافت. اکنون در سن ۵۱ سالگی به عنوان سرهنگ بازنشسته شد، اما در سال ۱۹۳۴ او به بخش برنامه جنگی بازگشت، تبدیل به رئیس بخش در ماه مه ۱۹۳۶ شد و در اکتبر ۱۹۳۶ به عنوان سرپرست موقت ارتقا یافت. در سپتامبر ۱۹۳۸، Krueger به عنوان فرمانده تیپ پیاده‌نظام ۱۶ جورج فورت جورج میاد، مریلند رفت. او در فوریه ۱۹۳۹ به عنوان سرلشکر موقت معروف شد و زمانی که فرماندهی دومین پیاده‌نظام در فورت سم هوستون، تگزاس شد. دومین بخش پیاده‌نظام در حال حاضر به عنوان آزمایش جدید مفهوم تقسیم‌بندی مثلثی ارتش آمریکا مورد استفاده قرار گرفت. به عنوان یک نتیجه، Krueger مجموعه‌ای از پیشنهادها خود را در مورد چگونگی بهبود سازمان می‌دهد. او علاقه‌مند به امکانات مکانیزاسیون و جنگ مدرن سریع بود که در بخش مانور آزمایش می‌شد. سربازان او خود را "Blitzkruegers" نامیده‌اند.

## جنگ جهانی دوم

### آموزش در ایالات متحده
Krueger در یدلایمخیرات ۱۹۴۰ ژانویه ۳۱ فرمانده سپاه IX شد. این سپاه برای کنترل واحدهای ارتش سوم که در سالهای ۱۹۴۰ در مانورهای گسترده فعالیت می‌کردند، ساخته شد. در آن، Corps IX Krueger یک سری از جنگ‌های فریبنده را علیه والتر کمپ‌های IV انجام داد. در ۲۷ ژوئن، Krueger فرمانده سپاه ۸ شد. در ۱۶ می ۱۹۴۱، او به عنوان فرمانده ارتش سوم به عنوان معاون کل ارتش آزاد شد. او همچنین فرماندهی فرماندهی دفاع جنوب در تاریخ ۱۶ ژوئیه ۱۹۴۱ شد. Krueger خواسته و دستیار کلون دوایت D. آیزنهاور به عنوان رئیس خود را به عنوان کارمند اختصاص داده‌است.
لوئیزیانا مانورها ارتش سوم Krueger را در برابر ارتش دوم سرهنگ دوم بن لیر کشتند. مانورها یک زمین تست برای آموزه و تجهیزات بود و فرماندهان ارشد را در مانور ساختگی‌های خود تجربه کردند. در مرحله اول، Krueger به سرعت خود را ثابت کرد که بیشتر مدرن است. او به طرز وحشیانه‌ای به وضعیت نبرد تغییر داد، با حرکت مجدد جلوی خود را از شمال شرقی به شمال غربی، و قادر به ایجاد یک سری تغییرات در نیروهای لیل شد. [۲۹] در مرحله دوم، Krueger دارای نیروی برتر بود و مجبور بود که در Shreveport، لوئیزیانا پیشرفت کند. نیروهای لیل یک خروج خشونت‌آمیز داشتند، پل‌ها را تخریب کردند تا بتوانند کروگر را به آرامی ببندند. Krueger با فرستادن ژنرال جورج پاتون، جورج پاتون، دومین جناح زره پوش جیمز در یک مانور گسترده‌ای از طریق تگزاس پاسخ داد. بعد از آن، آیزنهاور به ریاست بخش برنامه‌های جنگ تبدیل شد و سرهنگ آلفرد م. گرونتر جایگزین شد. Krueger بعد از اینکه او نیز منتقل شد، او را با سرهنگ جورج بون هونن جایگزین کرد.
Krueger به یک دوست نوشت که:
چیزی نیست که من بخواهم بهتر از اینکه یک فرمان در جلو داشته باشم. من باید دوست داشته باشم که رومل رومل را امتحان کنم. با این حال، مطمئن هستم که مردان جوان برای انجام وظایف این نوع، در واقع برای تمام دستورها مبارزه انتخاب شده‌اند. من ۶۲ ساله این ژانویه آینده هستم [۱۹۴۳]، و اگرچه من در سلامت کامل هستم، می‌توانم سختی‌های زیادی را پشت سر بگذارم و به من بگویم که من ده سال جوانتر به نظر می‌رسم، من خودم را گول‌می‌زنم.

### ارتش ششم
بنابراین، هنگامی که Krueger مطلع شد که یک فرمانده تئاتر از خدمات خود درخواست کرده بود، به عنوان یک شگفتی آمد. ژنرال داگلاس مک آرتور، فرمانده عالی منطقه جنوب غربی اقیانوس آرام (SWPA)، گفت که او به دلیل پیوستن طولانی و صمیمانه او با «Krueger به شدت مریض است». این نیز به Krueger تعجب آور بود؛ در حالی که این دو نفر به مدت ۴۰ سال یکدیگر را شناخته بودند و Krueger رئیس بخش برنامه‌های جنگ بود، زمانی که مک آرتور رئیس کارکنان بود، این دو تا کنون نبوده‌اند.
اداره جنگ تصویب کرد Krueger انتقال به SWPA، اما درخواست مک آرتور برای ستاد ارتش سوم را تصویب نمی‌کند. تنها سه تقسیم‌بندی آمریکایی در SWPA وجود داشت: بخش ۳۲ پیاده‌نظام در Rockhampton، کوئینزلند، ۴۱ قسمت پیاده‌نظام در منطقه بونا در پاپوآ، و بخش اول دریایی در ملبورن، ویکتوریا. بخش اول سواره نظام و ۲۴ قسمت پیاده‌نظام قرار بود در سال ۱۹۴۳ وارد شوند و بخش‌های دیگر در سال ۱۹۴۴ پیروی می‌کردند، اما در حال حاضر نیروهای نظامی بسیار کمتر از ارتش به‌طور معمول کنترل می‌شد؛ بنابراین گروه جنگی نیازی به یک ستاد ارتش کامل ندارد. در عوض، Krueger مجبور بود با او کارکنان اسکلت یک ارتش ششم جدید که در ژانویه ۱۹۴۳ فعال بود، با کمتر از نصف نیروی استقراری یک ستاد ارتش انجام دهد.
Krueger با او تعداد زیادی از اعضای کلیدی کارکنان سوم ارتش، از جمله سرتیپ جورج هونن به عنوان رئیس کل کارکنان، سرهنگ جورج H. داکر به عنوان معاون کارکنان، سرهنگ جورج S. قیمت به عنوان دستیار رئیس کارکنان G-1 (Personnel)، سرهنگ هورتون و وایت به عنوان دستیار رئیس کارکنان، G-2 (هوش)، کلاید ادلمن به عنوان دستیار رئیس کارکنان، G-3 (عملیات) و سرهنگ کنت پیرس به عنوان دستیار کارکنان، G-4 (عرضه) هونن مشکلات بهداشتی داشت و قبل از اینکه در ۱۸ ژوئن به منزل برسد، بسیاری از آوریل، مه و ژوئن ۱۹۴۳ در بیمارستان بستری شدند. او توسط Brigadier General Adwin D. Patrick جایگزین شد، که در خدمت کارمندان آدمیرال ویلیام F. Halsey در منطقه اقیانوس آرام جنوبی بود. پاتریک با Krueger یا بقیه کارکنان ششم ارتش هماهنگی نداشته و در ماه مه ۱۹۴۴ پاتریک برای فرماندهی تیم مبارزات رزمی ۱۵۸ منصوب شد و دککر رئیس کارکنان شد.
فرماندهی در منطقه جنوب غربی اقیانوس آرام پیچیده بود. به جای عملیات توسط ارتش ششم، مقر آن برای آنچه که نیروی الامو تبدیل شد استفاده شد. به عنوان یک نیروی کار، نیروی Alamo به‌طور مستقیم تحت MacArthur مستقر شد، نه در زیر نیروهای زمینی متحد. Krueger اشاره کرد که «مشکلات ذاتی مواجه با ستاد دوگانه من در برنامه‌ریزی و اداره توسط تنظیم فرماندهی شدیدتر شد، که یک رمان کوچک بود.» از آنجا که نیروی Alamo نیرویی کاملاً عملی بود، اداره توسط نیروهای ارتش ایالات متحده در شرق دور اگر چه تنها یک پرسنل ارتشی وجود داشت، نیروی الامو در نیویورک بود، در حالی که بخش اصلی ارتش ششم در فوریه ۱۹۴۴ در بریزبن بود، زمانی که دو سرنشین دیگر گرد هم آمدند. آن‌ها تا سپتامبر، زمانی که نیروی المو متوقف شد و ارتش ششم به‌طور مستقیم مسئول عملیات بود، همچنان نقش دوگانه‌ای را به عنوان نیروی المو و ششم ارتش ایفا کرد.

## مجمع الجزایر بیسمارک
مشکلات جغرافیایی، مهندسی و تدارکاتی در انجام عملیات در SWPA توسط اولین عملیات Alamo Force، عملیات کرونیکل، اشغال جزایر Woodlark و Kiriwina در ژوئن ۱۹۴۳ به خانه برگزار شد. باوجود این واقعیت که عملیات توسط ژاپن انجام نشده بود، تأخیر Krueger از Kiriwina بازدید کرد، جایی که کارهای جاده و توسعه هواپیما توسط بارانهای شدید در ۱۱ ژوئیه برگزار شد. او با سرعت پیشرفت ناراضی بود و فرمانده نیروی کار را از بین برد. ورود مهندسین اضافی تلاش‌های پایه توسعه را افزایش داد و شمارهٔ ۷۹ اسکادران RAAF عملیات از کیریوینا را در ۱۸ اوت آغاز کرد.
او همچنین گزارش‌هایی از حمله به کیسکا در جزایر الوطه در اوت ۱۹۴۳ داشت که در آن نیروی متفقین بزرگ به یک جزیره که قبلاً توسط ژاپنی‌ها تخلیه شده بود حمله کرد. اگر این اتفاق می‌افتاد، ممکن بود که نیرویی بتواند به جایی که ژاپنی‌ها به‌طور غیرمنتظره قوی بودند حمله کنند. سطوح گوناگون فرماندهی گاهی اوقات با برآوردهای بسیار متفاوتی از نیروی ژاپنی مطرح شد زیرا از روش‌های مختلف برای برآورد آن استفاده کردند.
تلاش برای به دست آوردن اطلاعات برای عملیات لشکر، حمله به نیو بریتانیا، با یک تیم تحقیق مشترک نیروی دریایی ارتش، مسائل مربوط به همکاری‌های بین سرویس را مطرح کرد. نیروی دریایی عمدتاً علاقه‌مند به جمع‌آوری داده‌های هیدروگرافی بود تا اطلاعات مربوط به وضعیت مدافعان ژاپنی. به دلیل شکستگی در ارتباطات، قایق PT که قرار بود تیم را جمع‌آوری کند نتوانست با آن روبرو شود و این تیم مجبور به صرف یازده روز بیشتر در این جزیره شد. در نهایت، نیروی دریایی سعی کرد مانع از فرمانده ارتش از تعقیب ستاد المو نیرو در آنچه رخ داده‌است.
Krueger تصمیم گرفت که او نیاز به توانایی شناسایی استراتژیک خود داشته باشد. در نوامبر ۱۹۴۳، دزدان دریایی آلامو به عنوان یک واحد ویژه برای شناسایی و مقابله با آن شکل گرفت. یک مرکز آموزش و پرورش آلامو برای داوطلبان در جزیره فرگوسن، نه چندان دور از مقر Alamo Force در جزیره گودنوو، تحت فرمانده سرهنگ فردریک ورد برادشو، که Krueger برای اولین بار در طول مانورهای لوئیزیانا با آن مواجه شد، تأسیس شد. فارغ التحصیلان دوره آموزشی شش هفته‌ای به دزدان دریایی آلامو اختصاص یافتند. فارغ التحصیلان دیگر به واحدهای خود بازگردانده می‌شوند که از آن‌ها برای کار مشابه استفاده می‌شود. در پایان جنگ، تیم‌های المو اسکات ۱۰۶ مأموریت را انجام دادند.
در مقطع استاندارد SWPA، ستون عمومی مک آرتور (GHQ) اهداف را تعیین کرد، تاریخ تعیین شده را تعیین کرده و نیروها را به عملیات اختصاص داده و نیروی الامو را برای انجام جزئیات آماده می‌کند. MacArthur انعطاف‌پذیر نیست، و اجازه Krueger به تغییر مناطق استقرار، و یک ماه به تعویق انداختن عملیات. نگرانی‌های Krueger در مورد احتمال تلفات زیاد در تأمین امنیت منطقه Gasmata و شک و تردید در مورد این که آیا این منطقه مناسب برای توسعه هواپیما است یا خیر، منجر به کاهش آن به عنوان یک هدف شد. Arawe جایگزین شد و اندازه عملیات تمام شد. Krueger امیدوار بود که فرود فصل ۱ دریایی را در کیپ گلاوستر در دسامبر ۱۹۴۳ مشاهده کند، اما تا زمانیکه برنامه‌ریزی برای فرود ژانویه ۱۹۴۴ در سیدور کامل نبود، قادر به انجام آن نبود. او در آب و هوای طوفانی تانک Dampier را در یک قایق تفریحی عبور داد. کاتالینا PBY فرستاده شده برای بازگرداندن او قادر به فرود نیست، و او مجبور به بازگشت به ناوشکن USS Mullany.
Krueger هر آنچه که او می‌تواند برای سرعت بخشیدن به واحدهای بخش اصلی سواره نظام یونیس P. Swift به جزایر دریای مرز در پاسخ به درخواست‌های فوری از سرتیپ ویلیام C. Chase، که موفق به شکست نیروهای ژاپنی برجسته ژاپن موفق شد. Krueger با Chase غافلگیر شد. Krueger به "سوئیفت" نوشت: "وظیفه او"، بدون شک یک مشکل بود، اما در قضاوت من، نگرانی من را در برخی از اعمال او نشان نمی‌دهد. این و عدم موفقیت او از دستورها مثبت تکراری برای ارائه اطلاعات دقیق اوضاع و زیان‌هایش، بسته شدن ایستگاه رادیویی او در طول دوره‌های طولانی و نادانی آشکار او که تقویت‌ها به زمان مورد نیاز او نمی‌توانست برسد، برای محرک اعتماد به نفس محاسبه نشده بود. "

## کمپین جدید گینه
در طی چند ماه آینده، سرعت عملیات افزایش یافت، و مجبور به ارتش ششم برای برنامه‌ریزی و اجرای چندین عملیات همزمان شد. بی پروا و آزار و اذیت عملیات در آوریل ۱۹۴۴ با هم شامل بزرگترین عملیات در SWPA بود، با ۲۴ و ۴۱ سپاه پیاده‌نظام نیروی ستاد کل ارتش رابرت ایزلبرگر منفجر شد در Tanahmerah و Humboldt در نزدیکی Hollandia، در حالی که تیم مبارزه با تیراندازی ۱۶۳ در Aitape فرود آمد. ایکلبرگر ارشد ارشد Krueger بود، اما زمانی که او از انتظار Krueger را برآورده نمی‌کرد، Krueger به او اجازه نداد بدون شرایط نامطلوب. Krueger به یکی از کارکنان من گفت: "در بیش از ۴۰ سال به عنوان یک افسر،" من هرگز صدایش را به یک مرد مجرد بالا نیاورده ام، اما یک قوماندان سپاه باید بهتر بداند. "
Krueger در ساعات اول با MacArthur و Eichelberger دیدار کرد. پس از بازرسی ساحل سرخ، آن‌ها برای جاذبهٔ یخ به USS نوشویل رفتند، پس MacArthur پیشنهاد کرد، با توجه به پیروزی در هلند، آن‌ها می‌توانند زمان‌بندی مبارزات انتخاباتی را سریعاً با حرکت به سمت وکدای سرمی بلافاصله تسریع کنند. Krueger مایل بود این ایده را در نظر بگیرد، اگر چه او قبلاً دستور داده بود که نیروهای واجد صارمی، بخش ۳۲ پیاده‌نظام، جهت تقویت موقعیت در Aitape، جایی که او انتظارات یک ضد حمله بزرگ ژاپن را داشت، دستور داد. ایشلبرگر شدیداً مخالفت کرد و موضوع کاهش یافت.
Krueger ستون خود را در هلند در ماه مه سال ۱۹۴۴ نقل مکان کرد. ناحیه باتلاق با محدودیت‌های انحصاری آن برای یک پایگاه اصلی هواپیما نامناسب بود، هرچند خطوط جنگی ساخته شده بود و به عنوان یک منطقه تمرینی توسعه یافت. مک آرتور مجبور شد با پروژه وکد-سرمی کار کند تا سربازانش بدون پوشش هوای کافی از بین نرود. کمبود حمل و نقل به این معنی بود که عملیات باید توسط نیروهای موجود در منطقه Hollandia انجام شود، به همین دلیل Krueger نامزد گروه ۱۶۳ مبارزه با ارتش برای Wakde بود، در حالی که بقیه ۴۱ قطعه پیاده‌نظام، سرمی را دستگیر کردند. با این حال، تنها روزها، شک و تردید در مورد قابلیت ساخت و ساز در منطقه سرمی بود، و بایک جایگزین شد. با توجه به مشکلات موجود در تغییر برنامه‌ها و انتقال نیروها، مک آرتور موافقت کرد تا هر دو عملیات را به تعویق بیندازند تا تا ۱۷ مه و بایک تا ماه مه ۲۷ مه.
در نتیجه، نیروی المو به‌طور همزمان در جنگ‌های ناامید در سه جبهه مختلف شرکت کرد. فرود تقریباً دو برابر تعداد نیروهای ژاپنی در واکده بود که انتظار می‌رفت. هنگامی که Krueger کشف کرد که ژاپنی‌ها برای حمله به موضع آمریکا به سر می‌برند، او دستور حمله پیشگیرانه داد. "کریجر" ادوارد دروا نوشت: "یک سرباز بسیار خوبی بود که می‌توانست صبر کند و منتظر حملهٔ ژاپنی باشد." ۵۸ رابرت راس اسمیت، مورخ رسمی، اظهار داشت: "این تصمیم براساس اطلاعات مبهم و ناقص در مورد قدرت ژاپن و مقرراتی که در آن زمان در اختیار ژنرال کروگر قرار داشت، برای رسیدن به یک مبارزه طولانی و تلخ بود. با این وجود، حتی اگر Krueger اندازه واقعی نیروی ژاپنی را شناخته بود، او هنوز هم ممکن است تحت شرایط، همان رویکرد.
برآوردهای تعداد نیروهای ژاپنی در بیق توسط یک حاشیه مشابه انجام شد، که باعث تلفات شدید شد. در نبرد بیاق، مقاومت ژاپنی خیره مانده ۴۱ بخش پیاده‌نظام را متوقف کرد، و فرمانده کل ارتش ژنرال هورس فولر را مجبور کرد تا برای ارتش کروگر درخواست تجدید نظر کند. در پاسخ، Krueger گروه ۱۶۳ تیم مبارزه با رشید از Wakde ارسال کرد. MacArthur به زودی بی‌وقفه شد، به عنوان او نیاز به جابجایی در Biak برای حمایت از دریاسالار چستر Nimitz حمله سایپان. عملیات Nimitz در نهایت توجه ژاپن را از بیق متمایز کرد. MacArthur برای نتایج به Krueger فشار می‌کشد، و Krueger به نوبه خود به فشار Fuller فشار می‌آورد. Krueger تصمیم گرفت که فولر دارای مسئولیت‌های فراوانی در قوماندان فرماندهی و فرماندهی فرماندهی بود و تصمیم گرفت او را با فرستادن ایکلبرگر به سمت فرماندهی نیروهای فرعی بر زمین عوض کند. فولر پس از استعفای خود را ارسال کرد. سرپرست Eichelberger، سرمربی کلووییس بایرز، پیشنهاد کرد تا قبل از کروگر دیدار خود را با دکر جدا کند و استعفا دهد، اما فولر تصمیم به این کار گرفت. این نبرد به مدت یک ماه از بین رفت. پس از آن، Krueger خواستار توضیح از Eichelberger در مورد اینکه چرا او اجازه داده بود که فولر را ترک کند.
در همین حال، نیروهای ژاپنی تحت سرهنگ دوم هاتازو آداچی، به حمله نیروی الاموئی در Aitape در نبرد رودخانه درینیمور حمله کردند. Krueger خواستار یک دفاع پر انرژی بود، اما فرمانده محتاطانه سپاه XI، سرلشکر ژنرال چارلز پال هال، ۹ پایگاه را در اطراف پایگاه هوایی تدجی حفظ کرد. این سرباز کلرنس A. مارتین را بدون استفاده از منابع برای اجرای استراتژی Krueger سمت چپ گذاشت و به جای آن از خروج از جنگ استفاده کرد. Krueger سفر به Aitape که در آن Hall ارائه شده او یک طرح ضد контکر، که او تصویب کرد. تا اوت، مبارزه به پایان رسید و Adachi شکست خورده بود.

## مرگ و میراث
سلامت Krueger در اواخر دهه ۱۹۵۰ شروع به کاهش کرد. او گلوکوم در چشم راست خود و سیاتیک در سمت چپ او ایجاد شده‌است. در سال ۱۹۶۰ او عمل جراحی فک و عمل جراحی کلیه در سال ۱۹۶۳ انجام داد. با این حال، او در روز تولد مک آرتور در نیویورک شرکت کرد. او در سال ۲۰ اوت ۱۹۶۷ از پنومونی در Valley Forge، پنسیلوانیا، و در بخش ۳۰ از گورستان ملی آرلینگتون، در میان تعدادی از اعضای خانواده، دفن شد. مقالات او در کتابخانه یادبود کوشینگ در دانشگاه تگزاس A & M [96]
اگر چه Krueger یک نیروی بزرگ را در عملیات بیش از دو سال در یک منطقه بزرگ رهبری کرد و در جلد مجله Time در ۲۰ ژانویه ۱۹۴۵ منتشر شد، و دبیرستان Krueger در سال ۱۹۶۲ در سن آنتونیو تگزاس او هرگز به یک شخص شناخته شده مانند MacArthur تبدیل نشد. قلعه Krueger امروزه به عنوان طبقه عملیاتی جنگ شناخته می‌شود و چشم‌انداز استراتژیک MacArthur را به واقعیت تبدیل می‌کند. Krueger معمولاً به عنوان «فرمانده بیش از حد محتاطانه که مانع راهبرد سریع MacArthur است» مشخص شده‌است. ویلیام منچستر حدس زد که «ژنرال می‌داند زیردستان خود را مقابله مفید ضد ارزش بود به خود را برورورا»، و ادوارد درا اشاره کرد که اعمال Krueger در «نبرد» Drinumor «به‌طور کامل خارج از رعایت ژنرال‌های متداول و غیرمعمول او بود».
مک آرتور نوشت:
تاریخچه او را به خاطر عظمت خود به خاطر آن ندیده‌است. من اعتقاد ندارم که سالنامه‌های تاریخ آمریکا به عنوان فرمانده ارتش خود را برتر نشان داده‌است. Swift و اطمینان در حمله، پایبند و متعهد به دفاع، ضعف و استحکام پیروزی، نمی‌دانم که او شکست خورده بود، چرا که او هرگز شکست ناپذیر بود.

## جوایز
|                                                   | Distinguished Service Cross                                                  |
| Bronze oak leaf cluster · Bronze oak leaf cluster | Army Distinguished Service Medal with two oak leaf clusters                  |
|                                                   | Navy Distinguished Service Medal                                             |
|                                                   | Legion of Merit                                                              |
|                                                   | Spanish Campaign Medal                                                       |
|                                                   | Army of Cuban Occupation Medal                                               |
|                                                   | Philippine Campaign Medal                                                    |
|                                                   | Mexican Border Service Medal                                                 |
| Bronze star · Bronze star                         | World War I Victory Medal with two campaign stars                            |
|                                                   | Army of Occupation of Germany Medal                                          |
|                                                   | American Defense Service Medal                                               |
|                                                   | American Campaign Medal                                                      |
| Silver star · Bronze star                         | Asiatic-Pacific Campaign Medal with one silver and one bronze campaign stars |
|                                                   | World War II Victory Medal                                                   |
|                                                   | Army of Occupation Medal with "Japan" clasp                                  |
| Bronze star · Bronze star                         | Philippine Liberation Medal with two stars                                   |

## تاریخ رتبه
| No pin insignia in 1898 | Enlisted, 2nd U.S. Volunteer Infantry: ۱۷ ژوئن ۱۸۹۸                    |
| No pin insignia in 1898 | Enlisted, 12th Infantry: ۱ ژوئن ۱۸۹۹                                   |
| No pin insignia in 1901 | Second lieutenant, United States Army: ۲ فوریه ۱۹۰۱                    |
|                         | First lieutenant, United States Army: ۱۰ اکتبر ۱۹۰۵                    |
|                         | Captain, United States Army: ۱۷ ژوئن ۱۹۱۶                              |
|                         | Lieutenant colonel, National Guard: ۱۰ ژوئیه ۱۹۱۶                      |
|                         | Captain, United States Army: ۲۷ اکتبر ۱۹۱۶                             |
|                         | Major, National Army: ۵ اوت ۱۹۱۷                                       |
|                         | Lieutenant colonel, Temporary: ۱۳ ژوئن ۱۹۱۸                            |
|                         | Colonel, Regular Army: ۶ مه ۱۹۱۹                                       |
|                         | Major, Regular Army: ۱ ژوئیه ۱۹۲۰                                      |
|                         | Lieutenant colonel, Regular Army: ۲۷ آوریل ۱۹۲۱                        |
|                         | Colonel, Regular Army: ۱ اوت ۱۹۳۲                                      |
|                         | Brigadier general, Regular Army: ۱ مه ۱۹۳۶                             |
|                         | Major general, Regular Army: ۱ فوریه ۱۹۳۹                              |
|                         | Lieutenant general, Army of the United States: ۱۶ مه ۱۹۴۱              |
|                         | Major general, Retired List: ۳۱ ژانویه ۱۹۴۵ (Retained on active duty.) |
|                         | General, Army of the United States: ۵ مارس ۱۹۴۵                        |
|                         | General, Retired List: ۲۰ ژوئیه ۱۹۴۶                                   |